# Мэгхонъёган
Мэгхонъёган (устар. Мег-Хон-Юган) — река в Шурышкарском районе Ямало-Ненецкого АО. Устье реки находится в 98 км по правому берегу реки Сыня, в 1 км к юго-востоку от деревни Нымвожгорт. Длина реки составляет 18 км.

## Данные водного реестра
По данным государственного водного реестра России относится к Нижнеобскому бассейновому округу, водохозяйственный участок реки — Обь от впадения реки Северная Сосьва до города Салехард, речной подбассейн реки — бассейны притоков Оби ниже впадения Северной Сосьвы. Речной бассейн реки — (Нижняя) Обь от впадения Иртыша.